# Барбер, Райли
Ра́йли Ба́рбер (англ. Riley Barber; род. 7 февраля 1994, Питтсбург, Пенсильвания) — американский хоккеист, правый крайний нападающий клуба немецкой хоккейной лиги «Ингольштадт». Победитель юниорского чемпионата мира 2012 года в составе юниорской сборной США. Победитель молодёжного чемпионата мира 2013 года в составе молодёжной сборной США. На драфте НХЛ 2012 года был выбран командой «Вашингтон Кэпиталз» в шестом раунде под общим 167-м номером. 
Сын хоккеиста Дона Барбера.

## Биография

### Юниорская карьера
Родился 7 февраля 1994 года в Питтсбурге штат Пенсильвания в семье Дона и Стэйси Барбер. Впервые встал на коньки в два года в родном городе, в период, когда его мать работала тренером по фигурному катанию. Выступать за хоккейные команды начал в Питтсубрге, однако, в 12 лет переехал с семьей в Детройт штат Мичиган, где продолжил карьеру за местные юниорские команды системы хоккейного клуба «Детройт Ред Уингз».
В 2012 году поступил в Университет Майами штат Огайо по специальности менеджмент. Продолжил карьеру за студенческую хоккейную команду университета в NCAA. В первом сезоне в студенческой лиге сыграл 40 матчей и набрал 39 (15+24) очков, став вторым бомбардиром команды. В сезоне 2013/14 провёл 38 матчей, набрал 44 (19+25) очка, вновь став вторым бомбардиром команды. Последним сезоном в студенческой лиге для игрока стал сезон 2014/15, в которым он сыграл 38 матчей, набрал 40 (20+20) очков и стал вторым бомбардиром команды.

### Профессиональная карьера

#### НХЛ
В апреле 2015 года покинул Университет Майами штат Огайо, хотя до завершения обучения ему оставался один год, и подписал трёхлетний контракт новичка на общую сумму $2,1 млн с хоккейным клубом «Вашингтон Кэпиталз», который выбрал его на драфте НХЛ 2012 года под общим 167-м номером. Весь сезон 2015/16 провёл в АХЛ за фарм-клуб «Херши Бэрс». Дебют состоялся 10 октября 2015 года в матче с клубом «Спрингфилд Фэлконс», в нём он забросил две шайбы. Всего за сезон сыграл 74 матча и набрал 55 (26+29) очков. В плей-офф сыграл 17 матчей и набрал 4 (1+3) очка.
Сезон 2016/17 снова начал в АХЛ за фарм-клуб «Херши Бэрс», но 24 февраля 2017 года был вызван в НХЛ в состав «Вашингтон Кэпиталз» и в тот же день дебютировал в матче с «Эдмонтон Ойлерз», результативными действиями не отметился. После дебюта сыграл ещё два матча в НХЛ, а после был отправлен в АХЛ. К концу сезона на счету игрока было 39 матчей 27 (13+14) очков в АХЛ. В плей-офф сыграл 12 матчей и набрал 5 (1+4) очков.
В сезоне 2017/18 продолжил выступление за «Херши Бэрс». В этом сезоне нападающий в состав «Вашингтон Кэпиталз» не вызывался и весь сезон провёл в АХЛ. Всего сыграл 60 матчей и набрал 38 (20+18) очков. В плей-офф команда не прошла.
В июле 2018 года, перед сезоном 2018/19, руководство «Вашингтон Кэпиталз» продлило контракт с Райли Барбером на один год, сумма контракта составила $650 тысяч. Весь сезон снова провёл в АХЛ, в состав основной команды не вызывался. Сыграл 64 матча и набрал 60 (31+29) очков. В плей-офф провёл 9 матчей, набрал 6 (3+3) очков. По окончании сезона клуб не продлил контракт с игроком.
В июле 2019 года в качестве неограниченно свободного агента подписал однолетний двусторонний контракт с «Монреаль Канадиенс» на сумму $700 тысяч. Начал сезон 2019/20 в составе фарм-клуба «Лаваль Рокет», но 9 декабря 2019 года был вызван в НХЛ и сыграл 9 матчей за основную команду, в них результативными действиями не отметился и был снова направлен в АХЛ 30 декабря. В феврале 2020 года был обменян вместе с Филом Вароном в «Питтсбург Пингвинз» на Джейка Луккини и Джозефа Бландиси. Продолжил выступление в АХЛ за фарм-клуб «Уилкс-Барре/Скрантон Пингвинз», провёл 7 матчей в составе клуба, набрал 6 (3+3) очков. В составе «Лаваль Рокетс» сыграл 39 матчей, набрал 31 (13+18) очко. По окончании сезона клуб не продлил контракт с игроком.
В октябре 2020 года подписал двухлетний двусторонний контракт с «Детройт Ред Уингз» на общую сумму $1,6 млн. Сезон 2020/21 начал в АХЛ в фарм-клубе «Гранд-Рапидс Гриффинс». В основную команду не вызывался. Всего за сезон в АХЛ сыграл 32 матча и набрал 34 (20+14) очка.
Сезон 2021/22 снова начал в АХЛ в фарм-клубе «Гранд-Рапидс Гриффинс». Однако, 18 декабря 2021 года был вызван в состав «Детройт Ред Уингз» и сыграл в матче с «Нью-Джерси Девилз», но результативными действиями не отметился и был отправлен в АХЛ. 11 января нападающего вновь вызвали в НХЛ на матч с «Сан-Хосе Шаркс», в котором он получил травму. 3 марта игрок оправился от травмы и продолжил сезон в АХЛ. 17 апреля был вызван в состав основной команды, сыграл в двух матчах и снова был отправлен в АХЛ 24 апреля. Всего за сезон в АХЛ сыграл 49 матчей и набрал 53 (28+25) очка.
В июле 2022 года в качестве неограниченно свободного агента подписал однолетний двусторонний контракт с «Даллас Старз» на сумму $750 тысяч. Весь сезон провёл в АХЛ в составе фарм-клуба «Техас Старз». Всего за сезон сыграл 69 матчей и набрал 64 (32+32) очка. В плей-офф провёл 8 матчей, набрал 5 (2+3) очков.

#### КХЛ
По окончании контракта с «Даллас Старз» получил предложение от казахстанского клуба КХЛ «Барыс» и 3 августа 2023 года подписал однолетний контракт. В сезоне КХЛ 2023/2024 за астанинский «Барыс» успел сыграл 28 матчей, в которых набрал 23 (10+13) очка, а 24 ноября 2023 года перешёл в казанский «Ак Барс» в обмен на игрока Кристиана Хенкеля. В декабре принял участие на Матче всех звёзд КХЛ 2023. За «Ак Барс» сыграл 28 матчей и набрал 11 (5+6) очков, в плей-офф сыграл лишь в одном матче, не набрав при этом баллов за результативность. 1 августа 2024 года контракт с «Ак Барсом» был расторгнут по соглашению сторон.
4 октября 2024 года подписал однолетний контракт с клубом «Нефтехимик».

### В сборной
Впервые в состав национальной сборной Райли Барбер был вызван в апреле 2012 года для участия на юниорском чемпионате мира 2012 года за юниорскую сборную США по хоккею. На турнире он сыграл 6 матчей, набрал 3 (1+2) очка и в составе юниорской сборной США завоевал золотую медаль юниорского чемпионата мира.
В декабре 2012 года нападающий был вызван в состав молодёжной сборной США по хоккею для участия на молодёжном чемпионате мира 2013 года. На турнире игрок сыграл 7 матчей и набрал 6 (3+3) очков. В составе молодёжной сборной США завоевал золотую медаль молодёжного чемпионата мира.
В декабре 2013 года снова был вызван в состав молодёжной сборной США по хоккею для участия на молодёжном чемпионате мира 2014 года и стал капитаном команды. На турнире сыграл 5 матчей и набрал 6 (4+2) очков. В этот раз молодёжная сборная США оказалась на пятом месте, уступив молодёжной сборной России в самом начале плей-офф.
За основную сборную США по хоккею впервые сыграл на чемпионате мира 2022 года. Принял участие в девяти матчах, отметился одной заброшенной шайбой, тем самым набрал 1 очко. На турнире сборная США уступила в матче за третье место сборной Чехии и заняла четвертое место.

## Достижения

### Командные

#### В сборной
| Год  | Команда                | Достижение                           |
| ---- | ---------------------- | ------------------------------------ |
| 2012 | Юниорская сборная США  | Чемпион мира среди юниорских команд  |
| 2013 | Молодёжная сборная США | Чемпион мира среди молодёжных команд |

#### Юниорская карьера
| Год  | Команда                    | Достижение                          |
| ---- | -------------------------- | ----------------------------------- |
| 2013 | Университет Майами (Огайо) | Чемпион регулярного чемпионата NCAA |
| 2015 | Университет Майами (Огайо) | Чемпион NCAA                        |

#### АХЛ
| Год  | Команда    | Достижение             |
| ---- | ---------- | ---------------------- |
| 2016 | Херши Бэрс | Финалист Кубка Колдера |

### Личные

#### Юниорская карьера
| Год  | Команда                    | Достижение                             |
| ---- | -------------------------- | -------------------------------------- |
| 2013 | Университет Майами (Огайо) | Попадание в Сборную молодых звёзд NCAA |
| 2013 | Университет Майами (Огайо) | Попадание в Сборную всех звёзд NCAA    |
| 2013 | Университет Майами (Огайо) | Лучший новичок года NCAA               |
| 2014 | Университет Майами (Огайо) | Попадание в Сборную всех звёзд NCAA    |

#### АХЛ
| Год  | Команда               | Достижение                         |
| ---- | --------------------- | ---------------------------------- |
| 2016 | Херши Бэрс            | Лучший новичок месяца (февраль)    |
| 2019 | Херши Бэрс            | Лучший игрок месяца (январь)       |
| 2021 | Гранд-Рапидс Гриффинс | Попадание в Сборную всех звёзд АХЛ |
| 2022 | Гранд-Рапидс Гриффинс | Лучший игрок месяца (апрель)       |
| 2022 | Техас Старз           | Участник Матча всех звёзд АХЛ      |

#### КХЛ
| Год  | Команда | Достижение                    |
| ---- | ------- | ----------------------------- |
| 2023 | Барыс   | Участник Матча всех звёзд КХЛ |

По данным Eliteprospects.com

## Статистика
| Легенда | Легенда                    | Легенда | Легенда                   | Легенда | Легенда    |
| ------- | -------------------------- | ------- | ------------------------- | ------- | ---------- |
| И       | Количество проведённых игр | Штр     | Штрафное время            | +/−     | Плюс-минус |
| Г       | Голы                       | П       | Голевые передачи          | О       | Очки       |
| -       | Статистика неизвестна      | —       | Статистика не учитывалась |         |            |

### Клубная карьера
По данным NHL.com, AHL.com, Eliteprospects.com

### В сборной
По данным Eliteprospects.com